# Climaciella obtusa
Climaciella obtusa är en insektsart som beskrevs av Hoffman in Penny 2002. Climaciella obtusa ingår i släktet Climaciella och familjen fångsländor. Inga underarter finns listade i Catalogue of Life.